# Ernst Ceiss
Ernst Ceiss (* 18. Mai 1901 in Wien; † 7. April 1974 in Berlin) war ein österreichischer Theaterschauspieler, Rezitator und Logopäde, Professor für Sprech- und Vortragskunst.

## Leben und Wirken
Nach einem Schauspielstudium in Wien hatte Ceiss sein erstes Engagement von 1920 bis 1922 am Stadttheater Mährisch-Ostrau/Schlesien. Diesem folgte in der Spielzeit 1922/1923 ein weiteres an der Volksbühne Wien. Von 1923 bis 1926 trat er als freier Rezitator in Wien auf. Mitte der 1920er Jahre lernte er die Ausdruckstänzerin Cilli Wang kennen, mit der er ab 1928 öffentlich in der „Linken Wienzeile“ Gedichte vortrug, zu denen sie tanzte.
Ab 1926 arbeitete er als Dozent für Sprechtechnik an der Wiener Volkshochschule und als Logopäde an der Universitätsklinik Wien bei Prof. Stern. Hinzu kam 1929 eine Dozententätigkeit für Sprech- und Vortragskunst am Max Reinhardt Seminar.
1931 ging er nach Palästina. Er arbeitete dort bis 1936 als Schauspieler und „Sprechmeister“ am Arbeitertheater Ohel und am Hadash-Theater in Tel Aviv sowie als freier Pressefotograf für die New York Times. Seine Arbeiten sandte er an deren „Wide-World-Photos“-Büro in Wien. Anschließend kehrte er nach Wien zurück und übte von 1936 bis 1938 verschiedene Dozenturen für Sprechkunst aus. Zur Flucht aus Österreich genötigt, setzte er seine Lehrtätigkeit von 1938 bis 1945 in Tel Aviv fort. Von 1945 bis 1947 wurde er dort in einem britischen Lager für Ausländer interniert.
Wieder in Österreich, wurde er 1947 Mitglied im Verband der wegen ihrer Abstammung Verfolgten. Beruflich nahm er zunächst erneut eine Stelle als Logopäde an der Universitätsklinik Wien an, doch wechselte er 1948 als Schauspieler an die Kleinkunstbühne Das kleine Brettl und im Folgejahr ans Scala-Theater. Nebenher unterrichtete er Sprech- und Redekunst an der Volkshochschule Wien.
1949 wurde er Mitglied der FIAPP (Federation internationale des anciens prisioniers politiques), seinerzeit in Österreich unter der Bezeichnung Bundesverband der österreichischen KZler, Häftlinge und politisch Verfolgten und heute unter Fédération Internationale des Résistants (FIR) geführt.
Von 1951 bis 1956 war er Sprechmeister am Volkstheater Wien. An der Theaterhochschule Leipzig unterrichtete er von 1956 bis 1959 Schauspielkunst und Sprechtechnik. 1959 heiratete er die Ausdruckstänzerin Margot Wegener, mit der er einen Sohn bekam. Die Familie zog im selben Jahr nach Weimar, wo Ernst Ceiss am Nationaltheater Schauspieler war. 1966 machte er bis zum Altersruhestand 1968 das Unterrichten in seinem Spezialfach Sprecherziehung an der Theaterhochschule Berlin-Schöneweide noch einmal zum Hauptberuf.
Ernst Ceiss starb wenige Wochen vor Vollendung seines 73. Lebensjahres am 7. April 1974 in Berlin; beerdigt wurde er in seiner Geburtsstadt Wien.